# Our Secret Ceremony
Our Secret Ceremony è il quinto album discografico in studio del gruppo musicale italiano Julie's Haircut, pubblicato nel 2009.

## Tracce
1. Sleepwalker
2. The Shadow, Our Home
3. The Devil in Kate Moss
4. The Stain
5. The Dead Will Walk the Earth
6. Mean Affair
7. Hidden Channels of the Mind
8. Origins
9. Mountain Tea Traders
10. Let the Oracle Speak
11. La Macchina Universale
12. The Devil in Kate Moss Part II: Exorcism
13. Breakfast with the Lobster
14. Ceremony
15. They Came to Me